# مایکل گلیتزن
مایکل گلیتزن (انگلیسی: Michael Galitzen; ۶ سپتامبر ۱۹۰۹ – ۶ ژوئن ۱۹۵۹) شیرجه‌رو اهل ایالات متحده آمریکا بود.